# Vieiras
Vieiras est une municipalité brésilienne de l'État du Minas Gerais et la microrégion de Muriaé.